# RT Волопаса
RT Волопаса (лат. RT Boötis) — двойная звезда в созвездии Волопаса на расстоянии приблизительно 3044 световых лет (около 933 парсеков) от Солнца. Видимая звёздная величина звезды — от +14m до +8,2m.

## Характеристики
Первый компонент — красный гигант, пульсирующая переменная звезда, мирида (M) спектрального класса M6,5e-M8e. Масса — около 2,177 солнечных, радиус — около 462,594 солнечных, светимость — около 193,238 солнечных. Эффективная температура — около 3295 K.
Второй компонент — коричневый карлик. Масса — около 62,94 юпитерианских. Удалён на 1,938 а.е..